# Новосидоровский сельсовет (Курганская область)
Новоси́доровский сельсове́т — упразднённые административно-территориальная единица и муниципальное образование со статусом сельского поселения в составе Кетовского района Курганской области России. 
Административный центр — село Новая Сидоровка.
15 марта 2022 года сельсовет был упразднён в связи с преобразованием муниципального района в муниципальный округ.

## История
В соответствии с Законом Курганской области от 6 июля 2004 года № 419 сельсовет наделён статусом сельского поселения.

## Население
| 1989  | 2002  | 2010  | 2012  | 2013  | 2014  | 2015  |
| ----- | ----- | ----- | ----- | ----- | ----- | ----- |
| 2100  | ↗2509 | ↗2514 | ↗2562 | ↗2587 | ↗2625 | ↗2674 |
| 2016  | 2017  | 2018  | 2019  | 2020  |       |       |
| ↗2687 | ↗2696 | ↗2724 | ↘2708 | ↗2713 |       |       |

## Состав сельского поселения
| № | Населённый пункт | Тип населённого пункта       | Население |
| - | ---------------- | ---------------------------- | --------- |
| 1 | Кропани          | деревня                      | ↗621      |
| 2 | Новая Сидоровка  | село, административный центр | ↘1893     |